# Ormont-Dessus
Ormont-Dessus is een gemeente en plaats in het Zwitserse kanton Vaud, en maakt deel uit van het district Aigle.
Ormont-Dessus telt 1431 inwoners.
Het vakantieresort en skigebied van Les Diablerets ligt op het grondgebied van Ormont-Dessus.